# Vuurtoren van Vlissingen
De vuurtoren van Vlissingen is een vuurtoren op het Keizersbolwerk in de Nederlandse stad Vlissingen. Het deed dienst als sectorlicht. In oktober 2022 (of al eerder) is de functie lichtopstand geworden met een rood licht Iso R 3 seconden. De benaming van het licht is nu Boulevard de Ruyter.
Het oorspronkelijke torentje werd gebouwd in 1891. Het werd ontworpen door Adrianus Cornelis van Loo en uitgevoerd door de ijzergieterij L.I. Enthoven & Co. uit Den Haag. Aanvankelijk had het een zeer kleine lantaarn. Na 1900 is er een veel groter lichthuis op het torentje gezet.
Op de eerste etage heeft jarenlang een houten uitkijkpost met balkon gezeten ten behoeve van de Belgische Loodsdienst, om controle te houden over het scheepvaartverkeer over de Westerschelde.
De gietijzeren stoel is in ongeveer 1980 vervangen door een plaatijzeren replica. Het lichthuis is wel behouden gebleven.
In 2013 is het stilstaande fresneloptiek vervangen door een installatie met led-verlichting.